# William Morgan (vescovo)

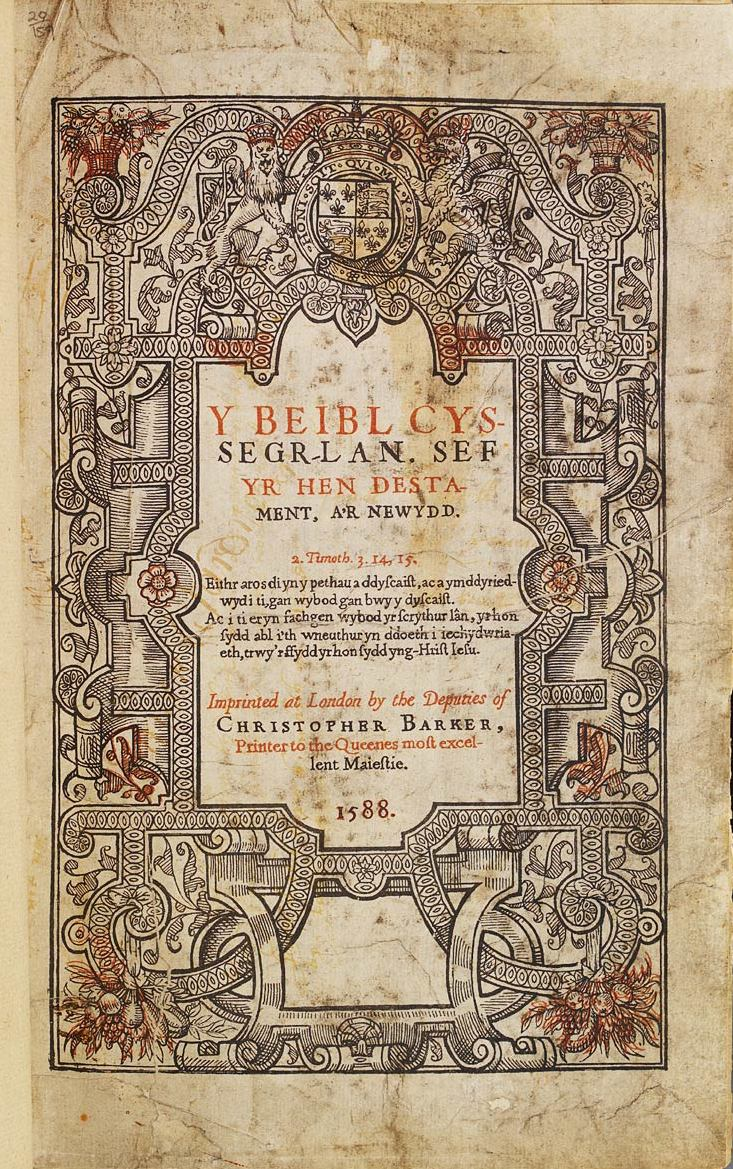
Copertina della Bibbia di William Morgan

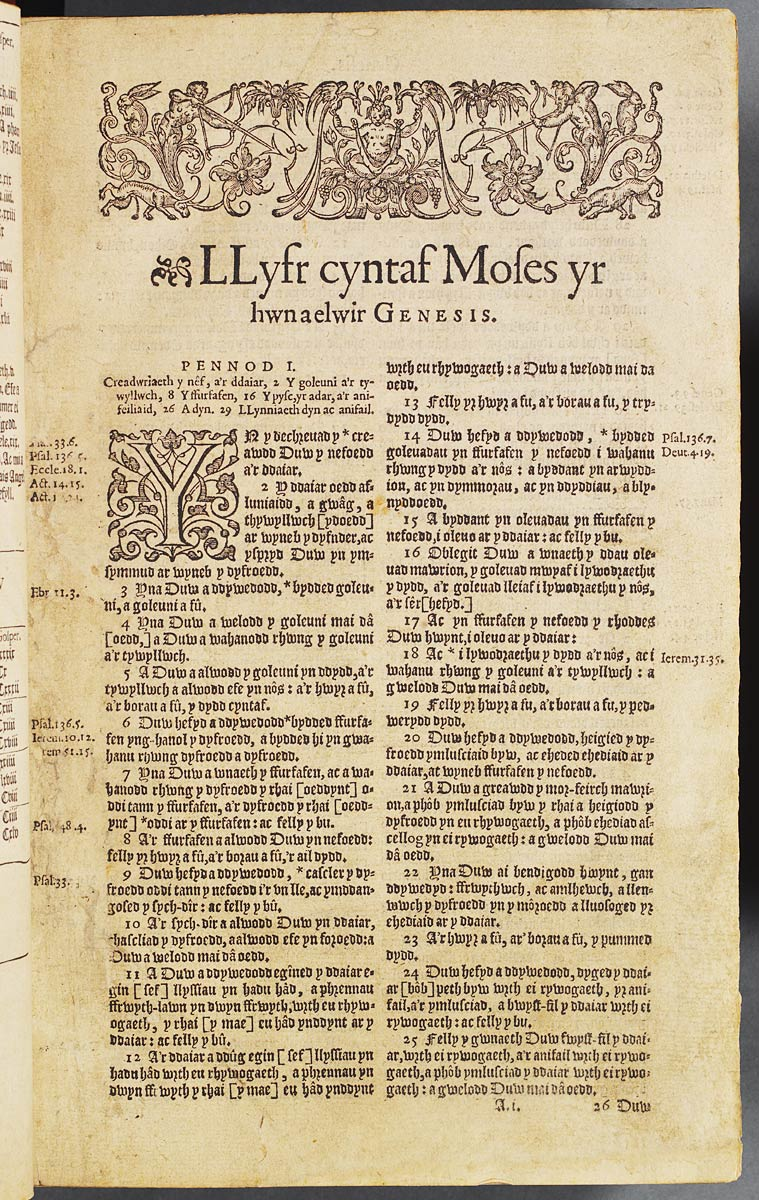
Prima pagina della Genesi (folio 1.r) dalla Bibbia di William Morgan

William Morgan (Betws-y-Coed, 1545 – St Asaph, 10 settembre 1604) è stato un vescovo anglicano gallese, famoso soprattutto perché fu il primo traduttore della Bibbia completa in gallese.

## Biografia
Nacque a Tŷ Mawr Wybrnant, nella parrocchia di Penmachno, vicino a Betws-y-Coed, nel Galles settentrionale; ultimo di cinque figli di John Morgan e della moglie Lowri. Esistono dubbi sul suo preciso anno di nascita; per es. la sua lapide commemorativa a Cambridge riporta la data del 1541. Siccome suo padre era il locatario della tenuta di Gwydir è probabile che Morgan venisse istruito al "Gwydir Castle" (Castello di Gwydir) a Llanrwst, insieme ai figli della famiglia Wynn. In seguito frequentò il St John's College (Cambridge), dove studiò varie materie tra cui filosofia, matematica e greco classico. Si laureò con il titolo di BA nel 1568 e di MA nel 1571; prima di intraprendere sette anni di studi biblici, compresi lo studio della Bibbia in greco, ebraico ed aramaico, delle opere dei Padri della Chiesa e dei coevi teologi protestanti. Si laureò con il titolo di BD nel 1578 e di DD nel 1583. A Cambridge fu un contemporaneo del poeta gallese Edmwnd Prys, che più tardi avrebbe assistito Morgan nella traduzione della Bibbia.
In aggiunta alle sue ricerche di studioso, Morgan fu un ministro di culto della Chiesa d'Inghilterra, ordinato sacerdote nel 1568 dal vescovo di Ely. Il suo primo incarico nella Chiesa fu la parrocchia di Llanbadarn Fawr (Aberystwyth) ottenuta nel 1572; poi si spostò a Welshpool nel 1572. Diventò vicario di Llanrhaeadr-ym-Mochnant (al confine tra Powys e Clwyd) nel 1578, dove eseguì la traduzione della Bibbia; e nel 1579 diventò anche rettore di Llanfyllin, esercitando contemporaneamente i due incarichi.
Morgan si trovava ancora a Cambridge quando William Salesbury pubblicò la traduzione del Nuovo Testamento nel 1567. Pur essendo compiaciuto che quest'opera fosse disponibile, Morgan fu fermamente convinto dell'importanza di una traduzione in gallese anche dell'Antico Testamento. Ne cominciò una propria traduzione all'inizio degli anni '80 del XV secolo; che pubblicò, insieme ad una revisione del Nuovo Testamento di W. Salisbury, nel 1588.
Dopo la pubblicazione della Bibbia, Morgan pubblicò nel 1599 una revisione del Libro delle preghiere comuni, ovvero il messale anglicano, che era già stato tradotto da W. Salisbury. Cominciò anche una revisione della Bibbia del 1588, che conteneva alcuni errori di stampa. Questo impegno fu continuato dopo la morte di Morgan dal vescovo Richard Parry e dal Dr. John Davies, che pubblicarono una versione riveduta e corretta nel 1620. Questa edizione è tuttora nota come la traduzione di William Morgan; ed è questa edizione, e non la precedente, che è rimasta la Bibbia gallese standard fino al XX secolo e continua a venire usata ancora oggi. La sua realizzazione è adesso vista come uno dei maggiori monumenti della storia della lingua e della letteratura gallese. Significò che per il popolo gallese era diventato possibile leggere la Bibbia nella propria lingua materna; e all'incirca nello stesso periodo in cui i loro vicini inglesi avevano ottenuto questo privilegio.
William Morgan si sposò due volte, prima con Ellen Salesbury, prima di recarsi a Cambridge; poi con Catherine, figlia di George ap Richard ap John. Ebbe un figlio di nome Evan, che sarebbe diventato vicario in una delle precedenti parrocchie del padre, Llanrhaeadr-ym-Mochnant, proprio quella dove il padre tradusse la Bibbia.
William Morgan fu nominato vescovo di Llandaff (Cardiff) nel 1595; poi trasferito al vescovato di St Asaph nel 1601, dove rimase per tre anni fino alla morte.

## Galleria d'immagini

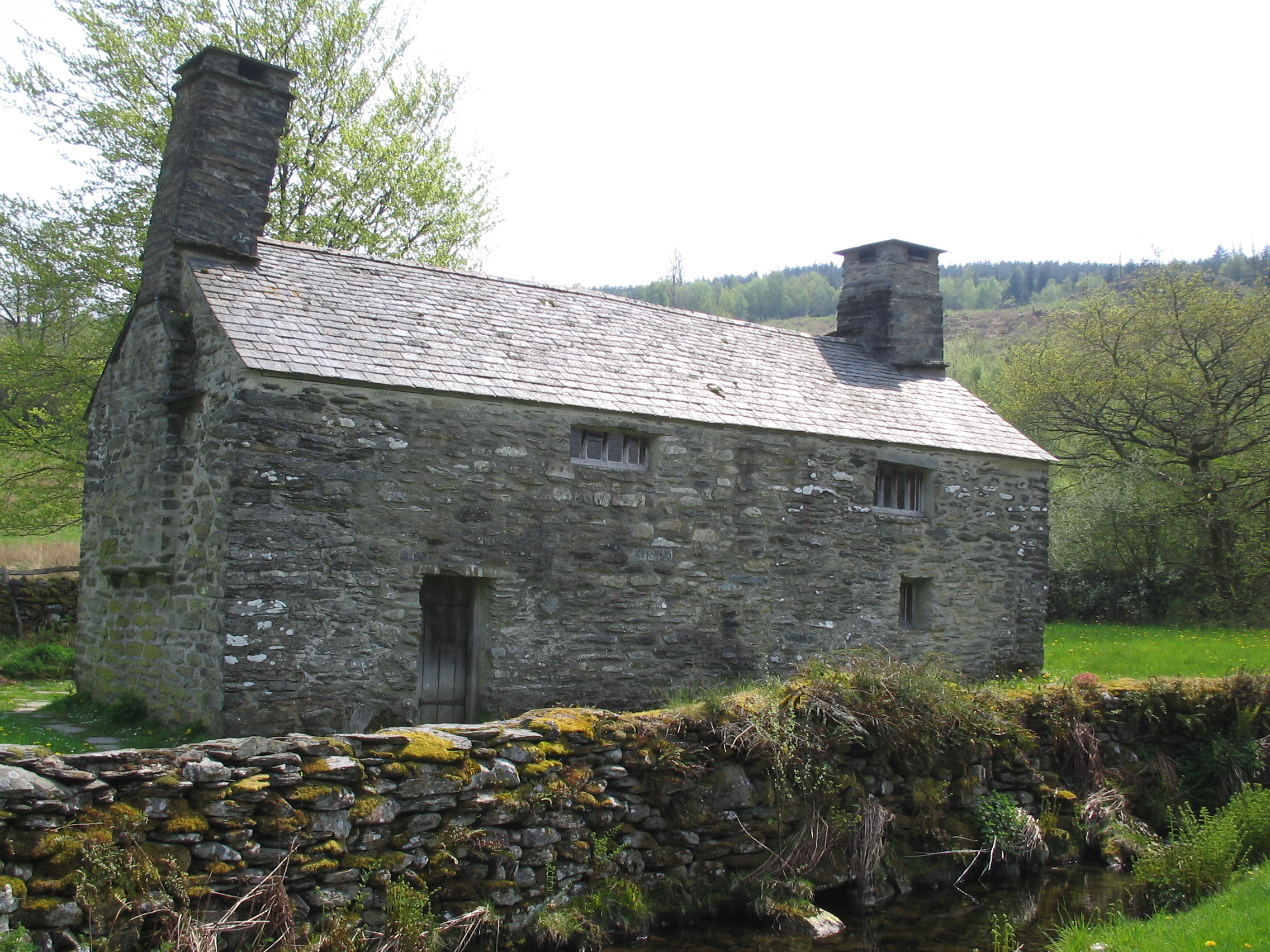
Tŷ Mawr Wybrnant, casa natale di William Morgan
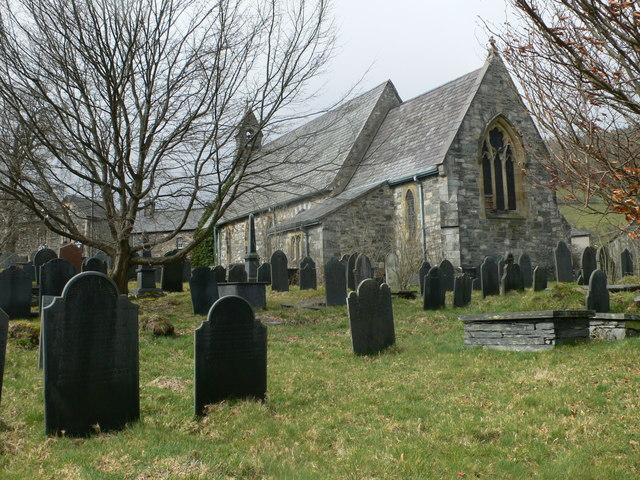
Chiesa parrocchiale di Penmachno, luogo di nascita di William Morgan
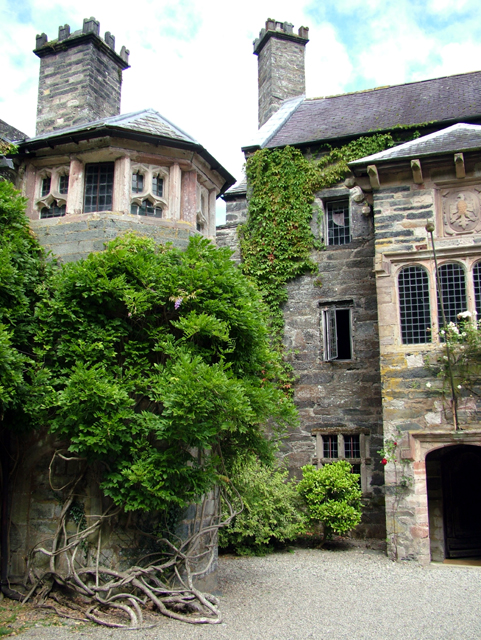
Castello di Gwydir a Llanrwst, dove probabilmente William Morgan iniziò gli studi
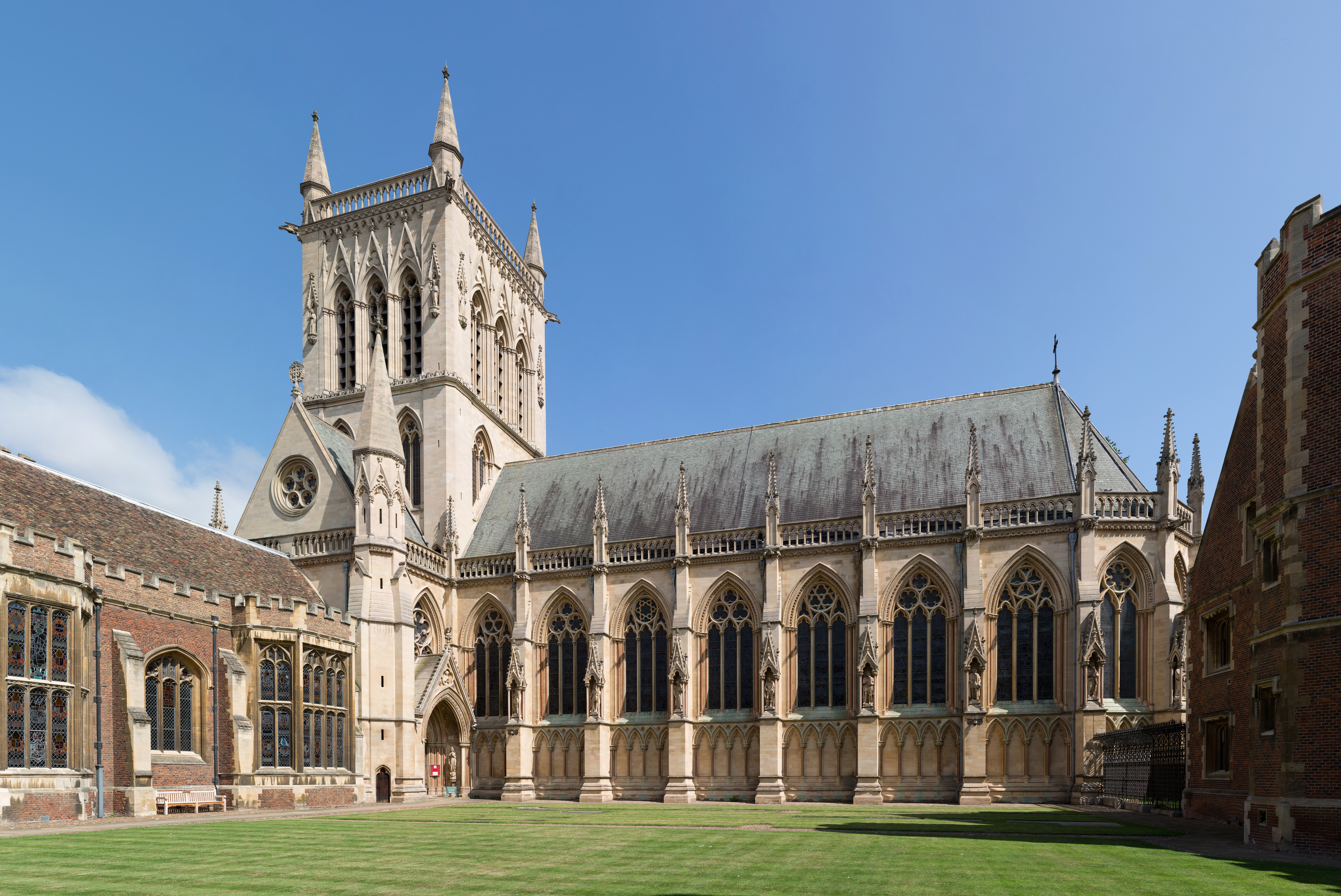
Cappella del St. John's College di Cambridge, dove studiò William Morgan
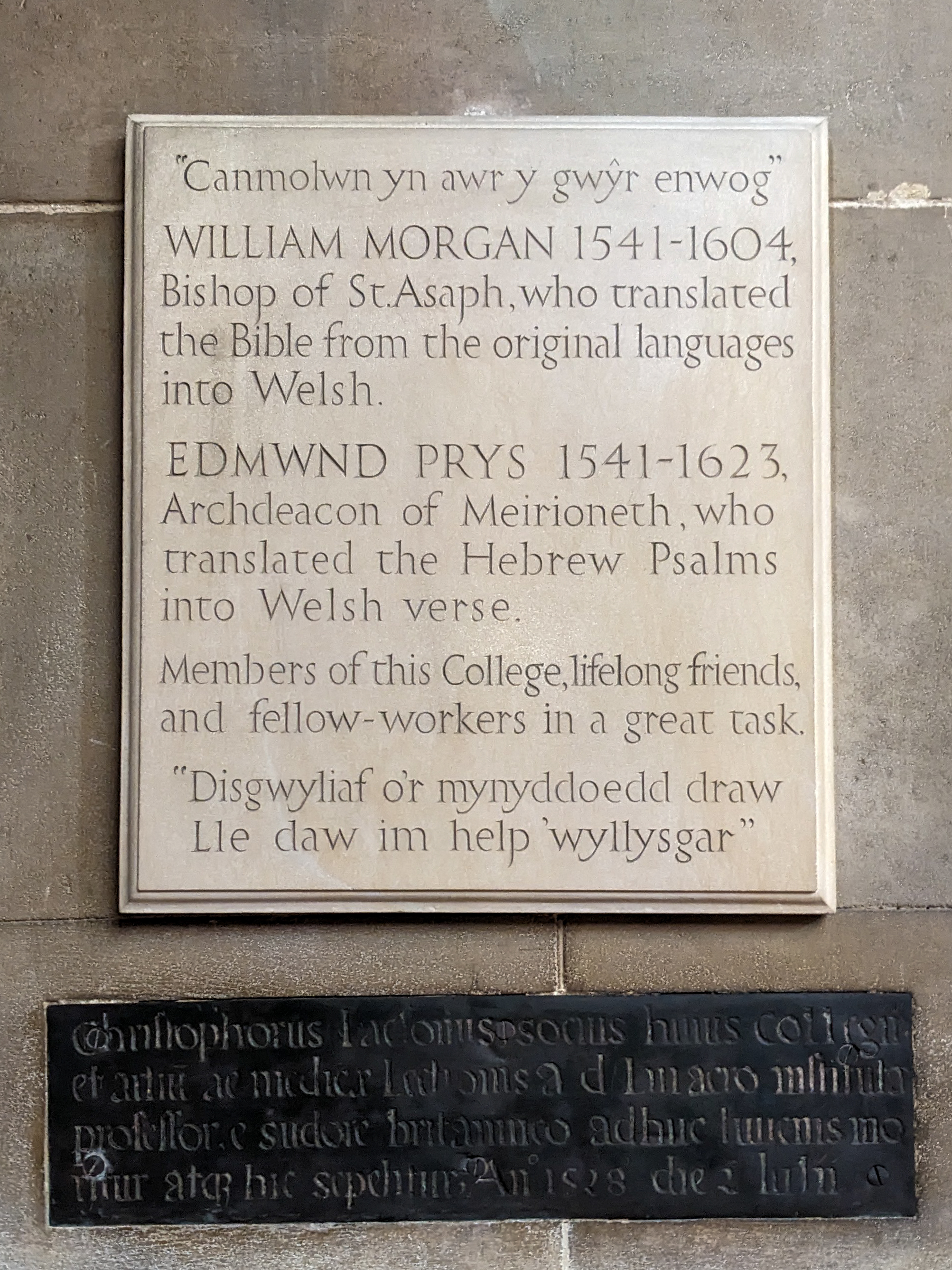
Lapide commemorativa di William Morgan, nella cappella del St. John's College di Cambridge
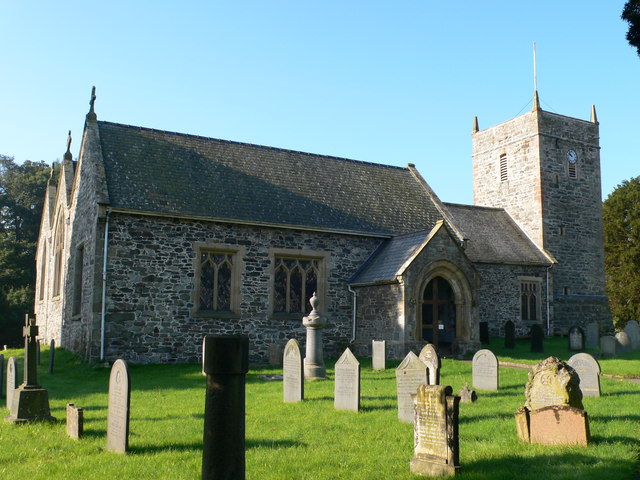
Chiesa di Llanrhaeadr-ym-Mochnant, dove William Morgan tradusse la Bibbia
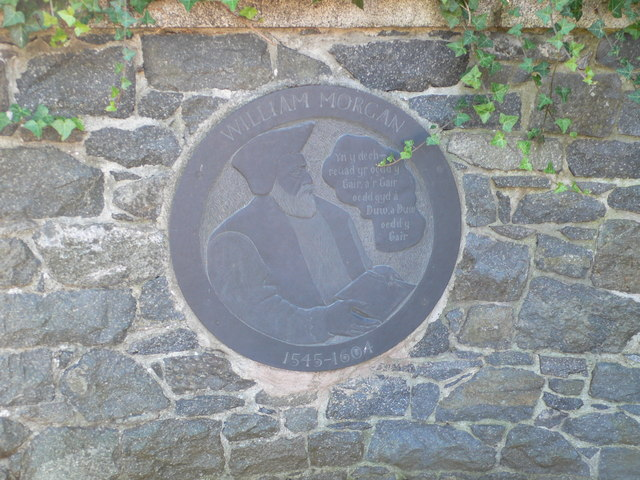
Lapide commemorativa di William Morgan, Chiesa di S. Dogfan, Llanrhaeadr-ym-Mochnant
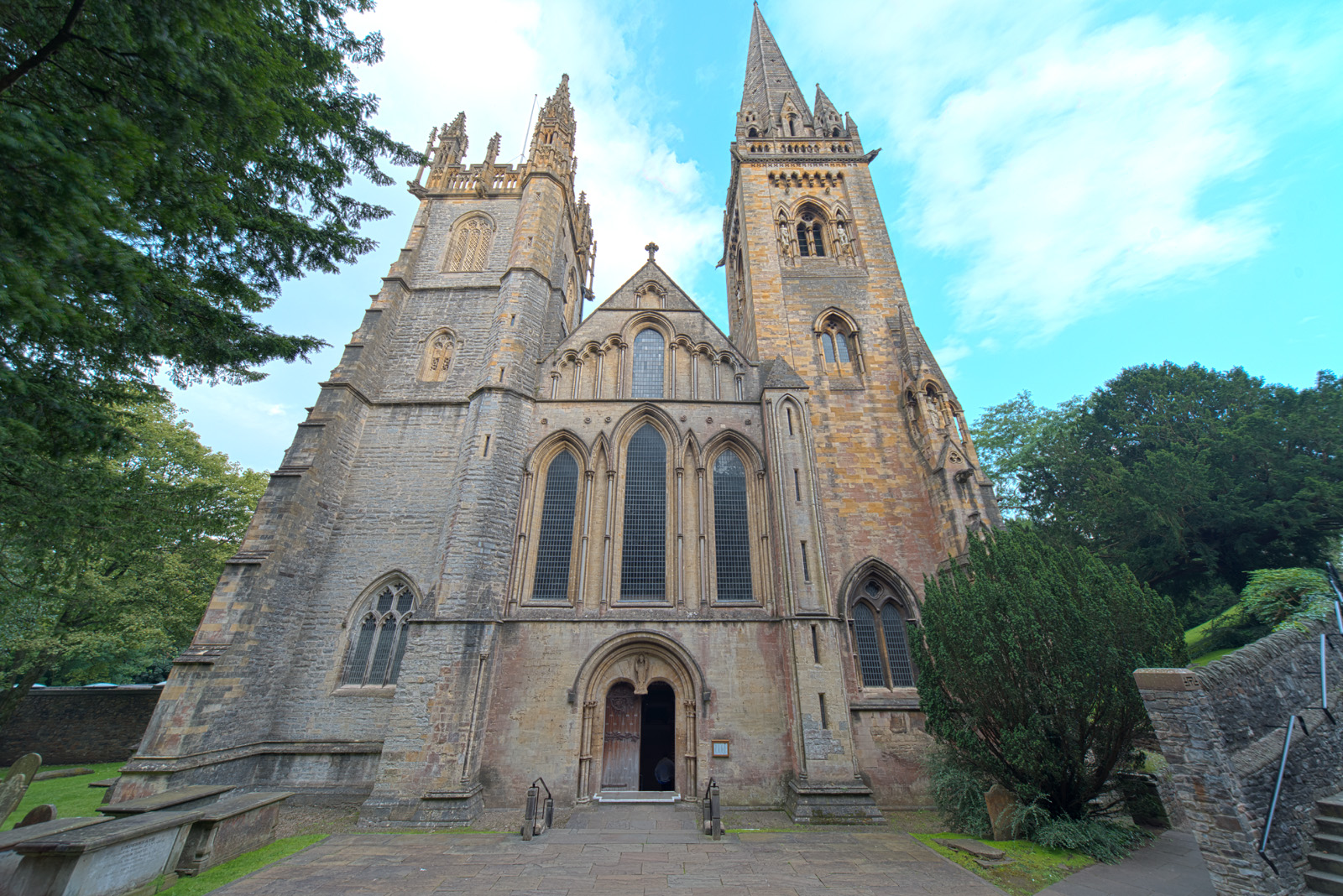
Cattedrale di Llandaff a Cardiff, dove William Morgan fu vescovo
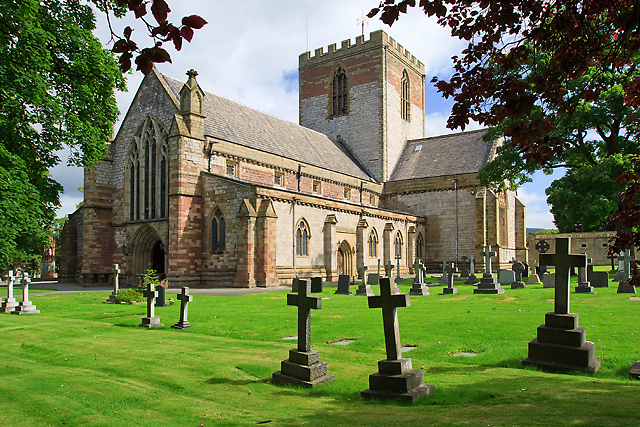
Cattedrale di St. Asaph, ultima sede vescovile di William Morgan, dove morì
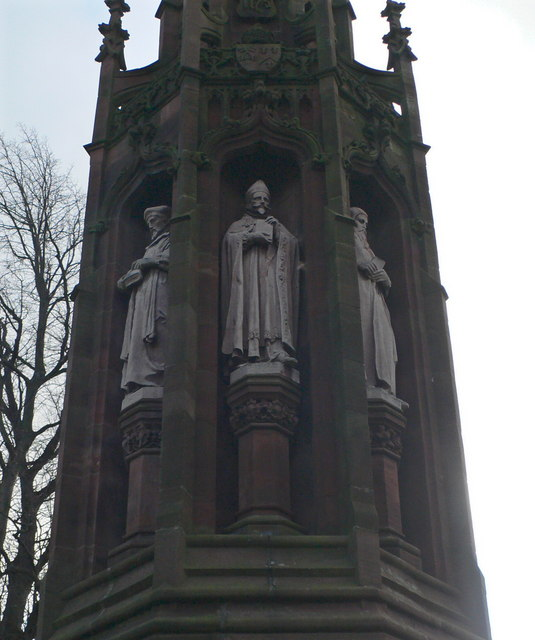
Statua di William Morgan nel "Memoriale ai traduttori", all'esterno della cattedrale di St. Asaph